# 幸福来访时
《幸福来访时》（英語：The Visitor）是2007年托马斯·麦卡锡执导的一部美国电影。主要反映一名獨居的中年男子的自我认同、九一一事件后的移民问题和跨文化交流问题。主演理查德·詹金斯凭借此片获得81届奥斯卡最佳男主角奖提名，麦卡锡赢得独立精神奖最佳导演奖。

## 剧情
Walter Vale是一位丧偶的康涅狄格大学经济学教授。他跟凯伦学钢琴，因为他已故的妻子是古典音乐会钢琴演奏家。而且他致力于一本新书，希望这些能够充实他孤独的生活。然而他的努力没有产生令人鼓舞的结果。当他被要求在纽约大学的一个学术会议作报告时，他不情愿地接受了，因为他只是名义上的共同作者，甚至从来没有阅读过它。他的部门主管Charles，坚持Walter一定要去参加。
当Walter来到他在曼哈顿的公寓时，他吃惊地发现一对年轻未婚夫妇生活在那里，这对夫妇还向骗子支付了租金。Tarek，叙利亚非洲鼓手，Zainab，塞内加尔民族首饰设计师，都是非法入境者。他们匆忙打包离开，却无处可去，Walter出门挽留他们。之后几天，双方的友谊慢慢地发展。Tarek教Walter击鼓，还到中央公园参加即兴表演。
回家途中，Tarek被误以为逃票而被警察拘留，送到皇后区的非法移民中心。为了不让Tarek被驱逐，Walter雇用了移民律师。Zainab搬到了亲戚家里。
Tarek的母亲Mouna意外地从密歇根州来到纽约，因为她无法联络到她的儿子。她也是非法移民，于是她接受Walter的好意，继续留在公寓，两人渐渐产生友谊。Walter意识到他的生命并不充实，他不喜欢他教了20年的单一的课程，以及尚未完成的这本书。而Mouna的记者丈夫由于在叙利亚漫长的政治监禁去世后，她们母子来到美国。她担忧儿子被驱逐出境......

## 主演
- 理查德·詹金斯 ..... 沃尔特·威乐(Walter Vale)
- Haaz Sleiman ..... Tarek
- Danai Jekesai Gurira ..... Zainab
- Hiam Abbass ..... Mouna
- Richard Kind ..... Jacob
- Michael Cumpsty ..... Charles
- Marian Seldes ..... Barbara